# Julian Trevelyan
Pour les articles homonymes, voir Trevelyan et Julian Trevelyan (pianiste).
Julian Otto Trevelyan, né le 20 février 1910 à Dorking et mort le 12 juillet 1988 à Hammersmith, est un artiste et poète britannique.

## Biographie
Trevelyan a été le seul enfant ayant survécu jusqu'à l'âge adulte de Robert Calverley Trevelyan et de sa femme Elizabeth van der Hoeven. Son grand-père était l'homme politique libéral Sir George Otto Trevelyan et son oncle, l'historien George Macaulay Trevelyan.
Julian Trevelyan a suivi l’enseignement de la Bedales School et du Trinity College à Cambridge, où il a étudié la littérature anglaise.
Il s'installe à Paris pour devenir un artiste et s’inscrit à l'Atelier Dix-Sept, l'école de gravure de Stanley William Hayter, où il apprend la gravure. Il travaille aux côtés d'artistes célèbres, dont Max Ernst, Oskar Kokoschka, Joan Miró et Pablo Picasso.
En 1935, Trevelyan achète Durham Wharf, à côté de la Tamise dans le quartier d'Hammersmith, à Londres. Cela est devenu sa maison et son studio pour le reste de sa vie et a été une source d'inspiration artistique pour lui. Il est devenu un surréaliste confirmé et a exposé à l'Exposition Internationale du Surréalisme, qui s'est tenue aux New Burlington Galleries à Londres.
Il a épousé Ursula Darwin, fille de Bernard Darwin et son épouse Elinor (née Monsall) le 30 juillet 1934. Elle était une arrière-petite-fille de Charles Darwin, mais leur mariage a été dissous en 1950. Leur fils est le cinéaste Philip Trevelyan (né en 1943). Julian Trevelyan a épousé la peintre Mary Fedden en 1951.
De 1950 à 1955, Trevelyan a enseigné l'histoire de l'art et l'eau-forte à la Chelsea School of Art. De 1955 à 1963, il fut le précepteur de la gravure au Royal College of Art, atteignant le poste de chef du Département Gravure où il a exercé une influence sur de nombreux jeunes graveurs, dont David Hockney et Norman Ackroyd.
En juillet 1986, Trevelyan a reçu une bourse universitaire senior du Royal College of Art, et en septembre 1987, il a été nommé académicien royal.
Trevelyan est mort le 12 juillet 1988 à Hammersmith, à Londres.
L’œuvre  de Trevelyan a été exposé à la Bloomsbury Gallery, au Messum's et à la New Burlington Galleries à Londres, et à la Bohun Gallery et au River and Rowing Museum à Henley-on-Thames, entre autres lieux. Pour célébrer le centenaire de la naissance de Trevelyan, une exposition de ses gravures a eu lieu au Pallant House Gallery à Chichester du 10 mai au 13 juin 2010.